# Kapatid Channel
Kapatid Channel (titrée Kapatid) est une chaîne de télévision internationale en langue philippine appartenant à TV5 Network, Inc. La chaîne diffuse des programmes télévisés de les chaînes de télévision philippines suivantes telles que 5, 5 Plus, Sari-Sari Channel, Colours, One News, One Sports, One PH, PBA Rush et INCTV.

## Programmes

### 5
- Aksyon (également diffusé sur One PH aux Philippines)
- Aksyon sa Tanghali
- Manindigan
- Amo
- Aja Aja Tayo!
- Hi-5 Philippines
- Helen's Kitchen (également diffusé sur Colours aux Philippines)
- TV5 Presents (comme Young Hearts Presents)

### 5 Plus
- Buhay OFW
- Alagang Kapatid (également diffusé sur One PH aux Philippines)

### One News
- The Big Story (également diffusé sur 5 aux Philippines)
- One Newsroom
- Rush
- Agenda with Cito Beltran
- The Chiefs
- MomBiz
- 40 is the new 30

### One PH
- Cristy Ferminute
- Relasyon
- Wanted sa Radyo

### One Sports
- Philippine Super Liga

### PBA Rush
- PBA
- PBA D-League

### Sari-Sari Channel
- 10 Signatures to Bargain With God
- Ang Kwarto Sa May Hagdanan
- Class 3-C Has A Secret
- From the Beautiful Country
- Ha-pi House
- Operation: Break the Casanova's Heart
- The Kasambahays
- The Wives of House of No. 2
- Tukhang
- Where is Franco?

### INCTV
- Executive News
- Insight
- Unlad
- Paninindigan
- Pundasyon
- Trabaho Ko To

### Autres
- Versus
- Turning Point
- Numero
- The Mysterious Case of Ana Madrigal
- The Mysterious Case of Bea Montenegro
- Taddy Taddy Po
- Untold Stories
- Makilala TV
- BolJak
- Taxi Squad